# Gert Fröbe
Gert Fröbe, född 25 februari 1913 i Zwickau, död 5 september 1988 i München, var en tysk skådespelare.

## Karriär
Fröbe började sin karriär som gatumimare. Under 1930-talet tog han lektioner från skådespelaren Erich Ponto och verkade vid olika tyska teaterscener. Sin första huvudroll för filmen gjorde han i Robert A. Stemmles tyska efterkrigsfilm Berliner-ballad 1948, där han spelar en man, Otto Normalverbraucher (motsvarigheten till Medelsvensson), som försöker anpassa sig till ett civilt liv i det då svårt sargade Berlin. På 1950-talet gjorde han roller i såväl komedier som kriminalfilmer, och kom också att medverka i franska filmer. Sitt internationella genombrott fick han tack vare sin roll som Auric Goldfinger i James Bond-filmen Goldfinger (1964). En annan känd roll är som överste Manfred von Holstein i Dessa fantastiska män i sina flygande maskiner (1965). Hemma i Västtyskland spelade Fröbe i en rad populära filmer vilket gav honom en internationell karriär.
Fröbe medverkade sammanlagt i över 100 filmer och TV-produktioner.

## Filmografi i urval
- 1948 – Berliner-ballad
- 1955 – Herr Satan själv
- 1956 – Flickan från Flandern
- 1958 – Brott på ljusa dagen
- 1958 – Rosemarie – glädjeflickan
- 1958 – Ung man gör revolt
- 1959 – Und ewig singen die Wälder
- 1960 – Doktor Mabuses 1000 ögon
- 1962 – Tolvskillingsoperan
- 1962 – Den längsta dagen
- 1964 – Goldfinger
- 1965 – Dessa fantastiska män i sina flygande maskiner
- 1966 – Brinner Paris?
- 1968 – Chitty Chitty Bang Bang
- 1971 – Den perfekta stöten
- 1974 – Tio små negerpojkar
- 1977 – Ormens ägg
- 1980 – Le Coup du parapluie